# 神戸高速鉄道

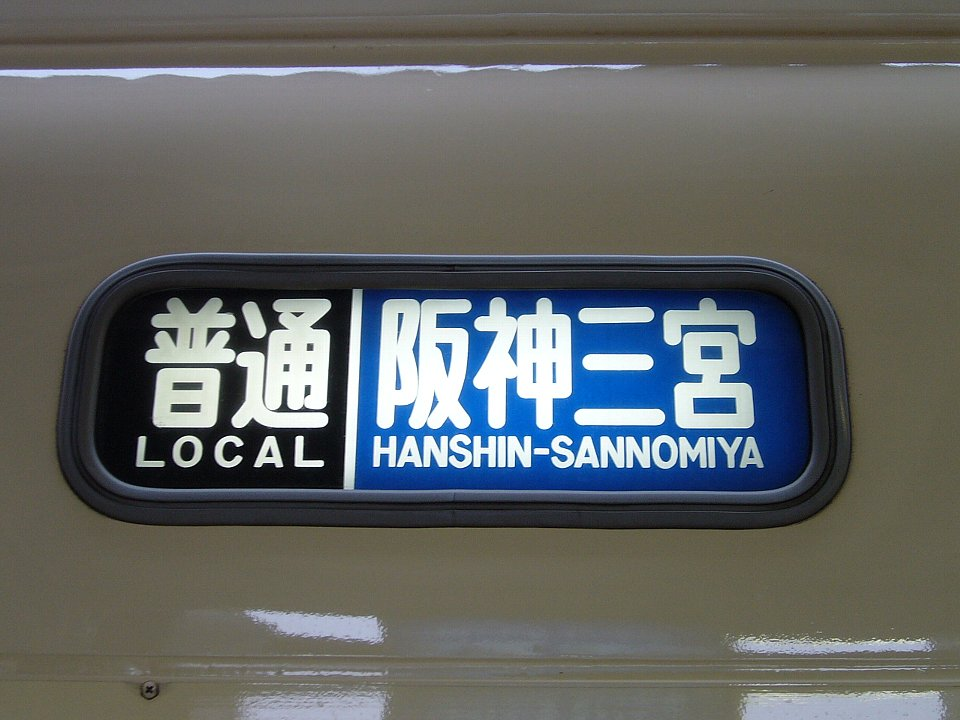
山陽電鉄車両の阪神乗り入れ普通の方向幕

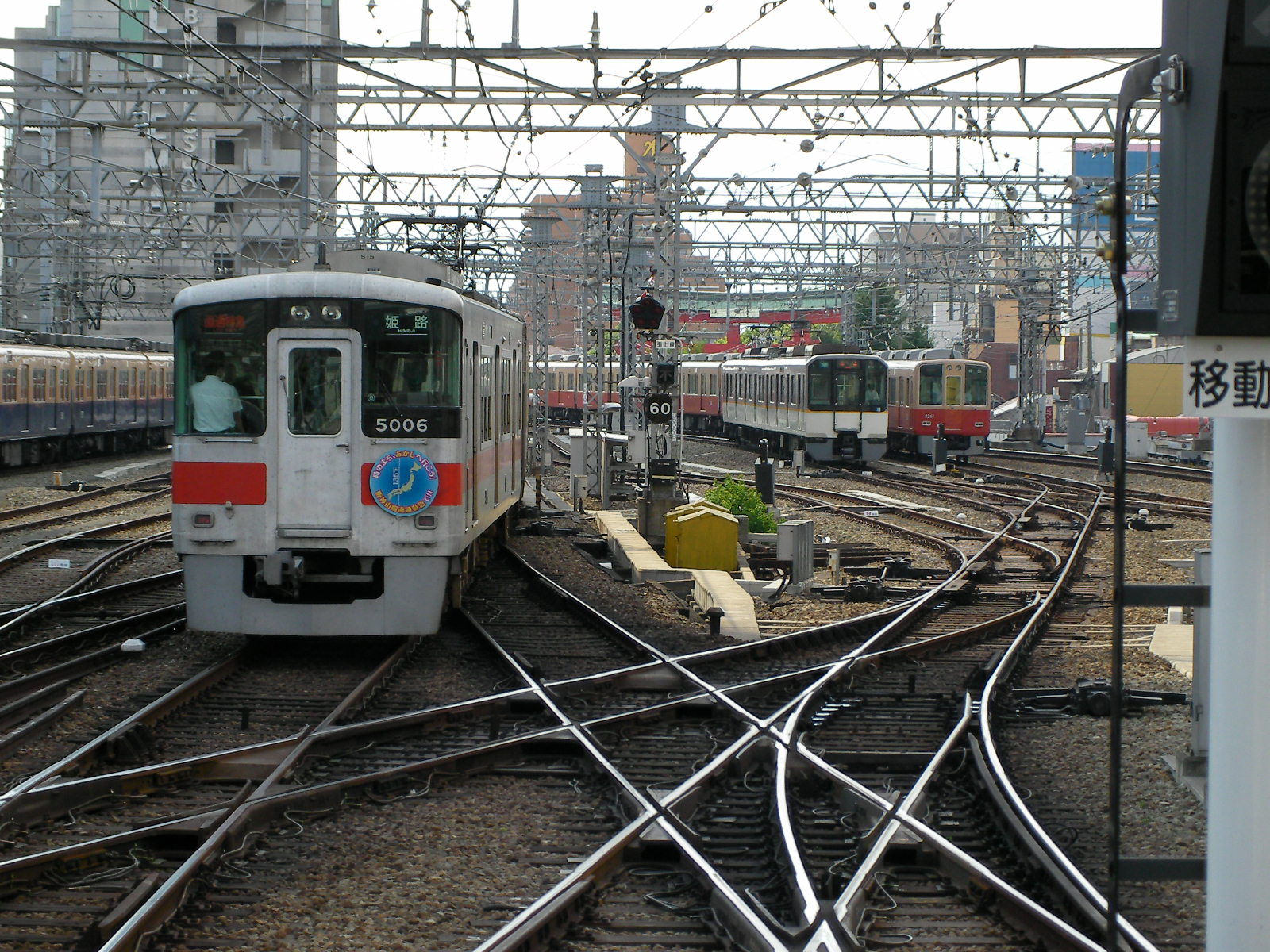
神戸高速線に乗り入れる山陽5000系（左）と阪神8000系（右奥）。阪神尼崎駅にて

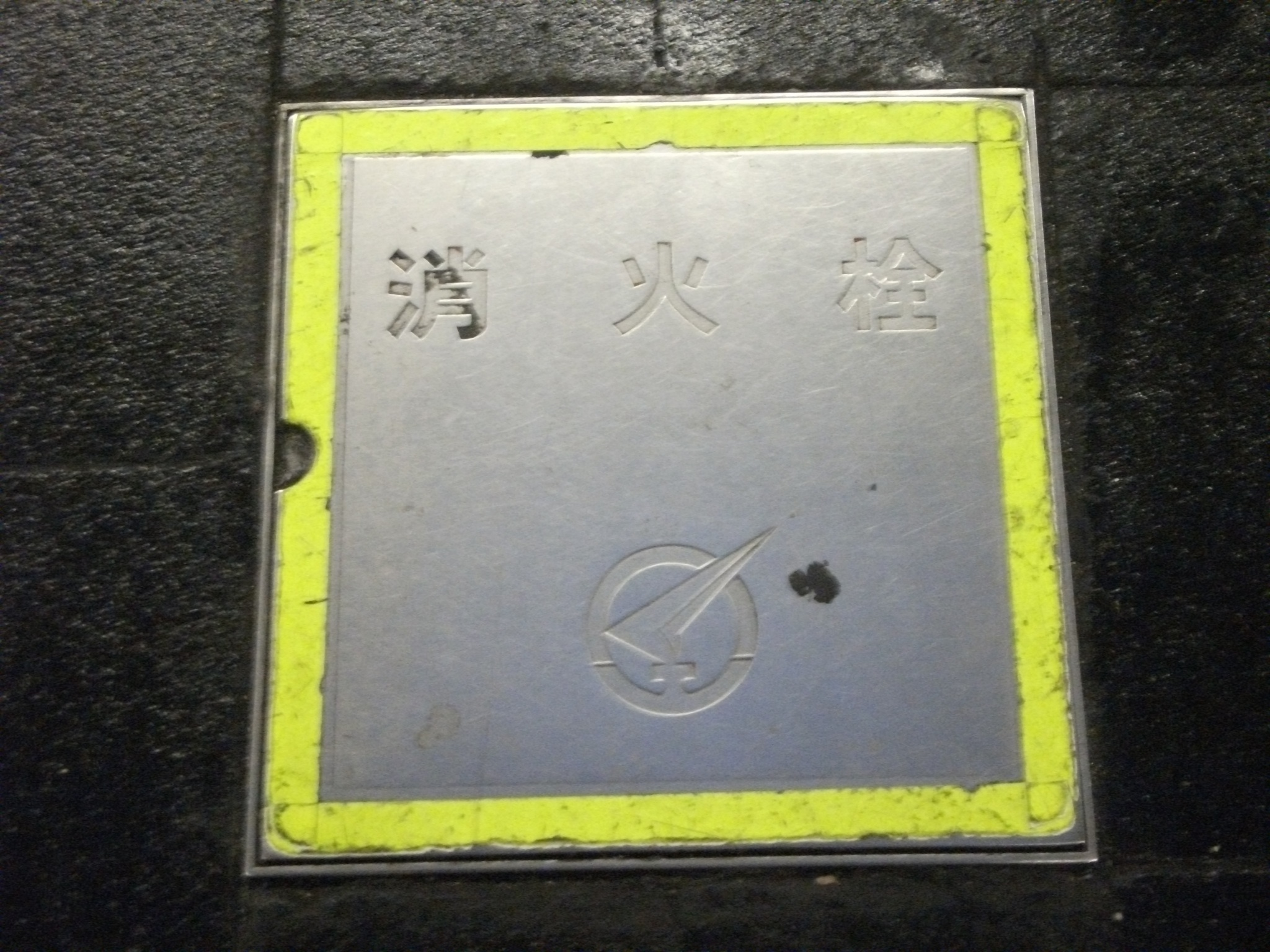
高速神戸駅のホーム床面に埋め込まれた消火栓の蓋（2011年撮影）

神戸高速鉄道株式会社（こうべこうそくてつどう）は、兵庫県神戸市中央区多聞通に本社を置き、神戸市市街地に乗り入れている私鉄4社を連絡する神戸高速線の鉄道施設を保有している鉄道事業者である。阪急阪神ホールディングスの連結子会社であり、阪急阪神東宝グループ所属企業の一つとなっている。後述の歴史的経緯から、神戸市も出資する第三セクターでもある。

## 概要
神戸市中心部にそれぞれ独自のターミナル駅を持っていた京阪神急行電鉄（現：阪急電鉄）・阪神電気鉄道・山陽電気鉄道・神戸電気鉄道（現：神戸電鉄）の4電鉄を連絡する鉄道として1968年に開業した鉄道会社で、設立時の経緯から、当初より「鉄道車両と乗務員を自社で用意しない」（線路・電気設備・駅設備のみ自社で整備し管理運営する）という旧・地方鉄道法時代に設立された鉄道事業者としては特異な運営形態を執っていたことで知られる。このような運営形態を執っていたことに加え、路線のほぼ全線が地下線（トンネル）だったこともあり「トンネル会社」と呼ばれることもあった。
その後、1987年に地方鉄道法が廃止され鉄道事業法に移行後は第三種鉄道事業者の扱いとなったが、運輸省（現：国土交通省）の認可の下、「4電鉄からの業務受託」という形で従前の運営形態が引き継がれた（詳細後述）。この運営形態は2010年まで続き、以降は他の第三種鉄道事業者同様、施設管理のみを行う事業者となったが、運賃制度等で当時の名残が残されている。
総営業キロは7.6km程度と短いものの、第三種鉄道事業者や日本民営鉄道協会非加盟事業者で唯一、準大手私鉄に位置付けられている。
神戸高速鉄道は、設立の主目的こそ私鉄4社の連絡であったが、神戸市電の都市高速鉄道への置き換えも兼ねており、東西線は兵庫駅前 - 神戸駅前間の置き換え（山陽電気鉄道の併用軌道区間代替を含む）、南北線は新開地 - 湊川公園間の置き換えという面もあり、神戸市が経営に積極的に関与する理由となっていた。ちなみに、市営地下鉄山手線は市電山手・上沢線・石屋川線（一部区間）の置き換え、市営地下鉄海岸線は市電板宿線・高松線・栄町線の置き換えという扱いになっている。なお、神戸市営地下鉄の条例上での正式名称は「神戸市高速鉄道」であり、「神戸市高速鉄道乗車料条例」などにその名称が見られる。

### 主要株主
2021年7月1日現在
| 株主社名     | 所有株式数（株） | 発行済み株式総数に対する所有株式数の割合 |
| ------------ | ---------------- | ---------------------------------------- |
| 阪急電鉄     | 103,435          | 25.86%                                   |
| 阪神電気鉄道 | 103,435          | 25.86%                                   |
| 神戸市       | 100,000          | 25.00%                                   |
| 山陽電気鉄道 | 48,810           | 12.20%                                   |
| 神戸電鉄     | 31,610           | 7.90%                                    |
| 三井住友銀行 | 12,700           | 3.18%                                    |
| 他1名        | 10               | 0.00%                                    |

## 歴史

### 東西線・南北線の建設による市街地交通の改良
4電鉄を連絡する鉄道路線の構想は、1946年策定の「神戸市復興基本計画」に始まる。神戸市街地において、戦後復興計画として神戸市電が担っていた市街地輸送の高速化・大容量化を、民間鉄道会社4社（京阪神急行＝現・阪急、阪神、山陽、神鉄）を活用して実現したい神戸市側の思惑と、戦前に神戸市中心部（湊川公園附近）に路線を延伸したかった民間鉄道会社側の思惑とを両立させる形で、1948年に神戸市と4社の間で建設に向けた合意が成立、そこから様々な調整を経て、1958年に神戸市が40%・乗り入れ4社（京阪神急行・阪神・山陽・神鉄）が合計40%、地元財界（当時神戸支店を営業していた三越や関西電力、金融機関等）が20%出資する第三セクターの鉄道会社として神戸高速鉄道は設立された。運行形態については、自社の車両を保有するより車両と鉄道員を借りたほうが合理的であるとの判断の元、4社の車両が神戸高速鉄道に乗務員ごと乗り入れる形態とした上で、駅や設備の建設・管理を自社で行うことで鉄道事業者としての体裁を整えた。
1968年に「東西線」「南北線」が完成し、鉄道事業を開始した。この時、山陽については西代以東を廃線とし、電鉄兵庫駅 - 長田駅間に残っていた併用軌道の解消があわせて実現された。また、京阪神急行の三宮駅と神鉄の湊川駅は頭端式ホームを採用していたため、前者は駅の貫通構造化、後者は線路切り替えによる地上駅（トンネル内）から地下駅への移設工事を行って乗り入れに備えた。ほか、この開業で相互直通運転を開始する京阪神急行・阪神・山陽の3社は、山陽が戦後まもなく直流600Vから1500Vへ昇圧工事を実施したのに対し、阪急と阪神は戦後もしばらく直流600V電化のままとなっていたため架線電圧の違いがあり、当初は東西線の高速神戸駅 - 新開地駅間に1500Vと600Vのつなぎ目であるデッドセクションを設置し、複電圧車のみが直通する案が検討されていたが、最終的には京阪神急行（1967年10月8日実施）と阪神（1967年11月12日実施）が1500Vへの昇圧を実施することで決着した。
今日、神戸高速線と比較されることが多い神戸市営地下鉄山手線は当時、具体化した計画は無く、また当時の国鉄山陽本線（現：JR神戸線の神戸駅以西）は長距離輸送の色が強い路線であり（当時山陽新幹線はまだ開業していなかった）、神戸市内輸送においては今ほどの存在感を示せていなかったので、当路線の開業は市街地輸送の改良に大いに貢献した。

### 鉄道事業法の施行に伴う運営形態の変更
1986年、国鉄分割民営化に備える形で鉄道事業法が成立し、これと引き換えに地方鉄道法が廃止されることが決まる。このとき、神戸高速鉄道は施設を保有し運行を行う第一種鉄道事業者として認定されることを希望したが、当時の運輸省は同社が「車両及び乗務員をもっぱら借り受けている」ことを理由に第一種鉄道事業者として認定せず、新法が施行された1987年4月からは鉄道事業法附則第三条第六号に規定された「法律の施行の日から一年間、鉄道事業法第三条第一項の（第一種鉄道事業者の）免許を受けないで、当該事業及びその受託に係る運転の管理を従前の例により引き続き営むことができる」事業者として、従前と同じ営業形態で営業を行った。第一種鉄道事業者として認定されるためには自社で車両と乗務員を用意する必要があったが、車両基地の確保が困難であるとともに、乗務員の要員確保などを含めて暫定措置の1年間で解決するのは困難であるとの判断からこれを断念、第三種鉄道事業者となっても「実質的に従来どおり」となる経営方法の模索を行うことになった。
神戸高速鉄道と乗り入れ4社が検討を行い、運輸省との交渉の結果、以下のスキームを採用することが認められ、1988年3月4日に鉄道事業免許の認可申請と「業務の管理の受委託申請書」を運輸省近畿運輸局に提出、同年3月24日に認可された。
- 神戸高速鉄道が第三種鉄道事業、4社が第二種鉄道事業の免許を取得。
- 運賃制度は「4社共通運賃」（＝従前の神戸高速鉄道としての認可運賃）を採用する。
- 運転業務は4社が直接行うが、「列車の運行管理」と「出改札等の駅業務」については神戸高速鉄道に委託し、4社が業務委託料を支払う。
- 鉄道施設の保守管理は神戸高速鉄道が直接行う[注釈 4]。

この結果、運賃収入は形式上第二種鉄道事業者である4社のものという扱いになるが、4社から神戸高速鉄道の受け取る業務委託料について「運賃収入から旅客の運送に要する実費相当額と鉄道線路使用料を差し引いた額とする」という取り決めがなされた結果、4社の第二種鉄道事業に係る収入は実質ゼロ（車両の運転に係る経費のみ）となって、神戸高速鉄道は第三種鉄道事業者でありながら地方鉄道法時代と同じ（第一種鉄道事業者相当の）運賃収入を得ることが出来るようになった。

### 施設保有による経営支援を通じた交通インフラの整備実現
その後、建設費償還が経営課題となっていて既に1999年から利用者運賃負担軽減の補助を兵庫県と神戸市から受けていた北神急行電鉄から2002年に鉄道施設を譲り受けて同社の経営を支援したり、乗り入れ鉄道会社が鉄道駅の大規模な改良工事を行う際に当該駅を譲り受けたりと、第三セクター会社という特性を活用している。特に後者の場合は国土交通省から改良工事費用の補助（鉄道駅総合改善事業費補助や幹線鉄道等活性化事業費補助）を受けられるようにする狙いがあり、その動きは神戸市外の阪神尼崎駅や阪神甲子園駅にも及んでいる。

### 阪急・阪神経営統合を契機とした東西線・南北線の改良推進
自社で建設した東西線や南北線についても、開業から年月を経て、改良の必要が生じるようになったが、全区間においてその後開業した神戸市営地下鉄が競合するようになり、その事業主である神戸市が神戸高速鉄道の発行済み株式の4割を保有していた状況では神戸高速鉄道自体が主体的にサービスを改善するのは費用面で難しく、乗り入れ4社の提供するダイヤによる収益拡大や、バリアフリー化に合わせて駅の改良工事を行うことで補助金を有効活用したサービス改善（具体的には、オストメイト対応トイレの設置に合わせてトイレ全体のリニューアルを行うことができた高速神戸駅）など、工夫ある取り組みを見せていた。この状況下におりしも、2006年10月1日に阪急・阪神経営統合で阪急阪神ホールディングス(HD)が実質21.4%（完全子会社となった阪神電気鉄道が保有する10.7%と阪急阪神HD自らが保有する10.7%）を握るようになり、20%を超えたことで持分法が適用され、阪急阪神東宝グループの企業として位置付けされるようになった。その後、阪急阪神HD、阪急電鉄、阪神電気鉄道、山陽電気鉄道の4社間で保有率を調整することでいったん阪急阪神HDの持分法適用会社から外れると共に阪急阪神東宝グループからも外れたが、2008年に（2006年の阪急・阪神経営統合を契機として）神戸市が阪急阪神HDに株式15%を売却することを表明した。売却は2009年4月1日付で実施され、阪急阪神HD傘下の阪急電鉄と阪神電気鉄道が保有する株式（間接保有分）も含めて筆頭株主となり、神戸高速鉄道は子会社共々阪急阪神HDグループの一員になった。

### 事業体制の変更による経営改善
前述のとおり、神戸高速鉄道は地方鉄道法時代と実質的にほぼ同じ経営リスクを有する運営体制を続けてきたが、輸送人員の減少、阪神・淡路大震災による長期の休業等で収入が減少する中、震災復旧や安全対策費用の増加により、収支はさらに悪化することとなった。このような状況の下、経営改善を行うため、資産の保有と借入金の返済に特化した事業体制（すなわち、本来の第三種鉄道事業者としての事業形態）に移行することを決定した。
具体的には、2010年10月1日をもって、以下の措置・手続きがなされた。
- 山陽電鉄神戸高速線全線（西代駅 - 高速神戸駅 - 元町駅・阪急三宮駅《現・阪急神戸三宮駅》間）と、阪急神戸高速線 新開地駅 - 西代駅間の第二種鉄道事業を廃止[12]。
- 前日限りで神戸高速鉄道と乗り入れ4社との間で継続していた「業務の管理の受委託」を終了し、「列車の運行管理」と「出改札等の駅業務」については第二種鉄道事業者（阪神・阪急・神鉄）が責任を負う。
  - 営業上の（対外的な）路線名も「東西線」「南北線」から各社の「神戸高速線」に改められ、駅員の制服や駅名表示も第二種鉄道事業者のものに改められた[11]。
  - 阪急・阪神の重複区間となる高速神戸駅 - 新開地駅間は阪急の第二種事業の一部を「阪急から阪神への業務委託」の形で阪神が担う。これにより、東西線は阪急三宮駅 - 高速神戸駅間を除き、基本的に阪神の管轄・管理する路線となる。
- 阪神・阪急・神鉄は神戸高速線内の駅管理運営業務と東西線の列車運行管理業務を阪急の子会社である阪急レールウェイサービス (HRS) に委託し、神戸高速鉄道から転籍したHRSの社員が引き続き業務にあたる。
  - ただし、神戸高速鉄道時代と異なり、駅窓口や券売機では第二種鉄道事業者の切符類を受託販売する形となり、運賃収入も第二種鉄道事業者のものとなる。
  - その後、HRSへの委託から阪神電鉄の直営に変更され、転籍した従業員はHRSから阪神電鉄へ再度転籍となっている。

これにより同日以降、神戸高速鉄道は定額の鉄道線路使用料を収受し、これにより鉄道資産の減価償却費、借入金の支払利息等の経費を賄い、借入金の償還等を行っている。なお同社はこのとき策定した40年間の長期収支計画（国土交通省認可）に基づいて第二種鉄道事業者（阪急・阪神・神鉄）から定額の線路使用料を収受しており、同計画では支出の大部分を占める減価償却費及び支払利息の漸減に伴い、令和3年度（2021年度）には単年度収支がプラスに転じ、令和31年度（2049年度）には約29億円の繰越利益が見込まれている。
したがって現在では、神戸高速鉄道は、阪神なんば線における「西大阪高速鉄道」や、JR東西線における「関西高速鉄道」と同様、施設の保有・管理のみを行う会社となっているが、阪急・阪神・神鉄は神戸高速線の運賃について、引き続き自社の他路線とは切り離し独立した運賃体系をとっており、スルッとKANSAIのカードに印字される符号もKKのままであると共に、交通系ICカード全国相互利用サービスによって神戸高速線で利用できるPiTaPaやICOCAなどのICカードにおける履歴印字でも「神高」や「神戸高速」となっている。

### 北神線の神戸市への譲渡
1988年に北神急行電鉄の運営で開業した北神線は、2002年4月1日から神戸高速鉄道が第三種鉄道事業者として線路等の鉄道施設を保有するようになったが、東西線・南北線と異なり第二種鉄道事業者となった北神急行電鉄が引続き運行管理と駅業務を直接担っていた。
2020年6月1日に、北神急行電鉄が北神線の第二種鉄道事業を、神戸高速鉄道が同線の第三種鉄道事業をそれぞれ神戸市に譲渡し、神戸市営地下鉄北神線となった。

### 年表
- 1949年（昭和24年）12月12日 - 東西連絡線敷設免許申請。
- 1952年（昭和27年）1月22日 - 東西連絡線敷設免許[17]。
- 1958年（昭和33年）10月2日 - 神戸高速鉄道株式会社設立[17]。
- 1962年（昭和37年）3月5日 - 東西線着工。
- 1965年（昭和40年）11月26日 - 神戸電気鉄道（現：神戸電鉄）からの南北線免許譲受許可[17][注釈 12]。
- 1966年（昭和41年）10月21日 - 南北線着工。
- 1968年（昭和43年）4月7日 - 東西線・南北線が開業[17][注釈 13]。京阪神急行電鉄（現：阪急電鉄）・阪神電鉄・山陽電鉄が東西線への乗り入れを通じて相互直通運転開始。神戸電鉄が南北線に乗り入れ開始。
- 1987年（昭和62年）4月1日 - 鉄道事業法施行。同法附則第3条第6 - 10項の経過規定に基づき「従前の例」のまま営業を継続。
- 1988年（昭和63年）4月1日 - 第三種鉄道事業営業開始。阪急電鉄・阪神電鉄・山陽電鉄・神戸電鉄が第二種鉄道事業営業開始。ただし、阪急電鉄・阪神電鉄・山陽電鉄・神戸電鉄が駅業務を神戸高速鉄道に委託する手続きを取ったため、実質的には営業形態の変化はなし。
- 1999年（平成11年）10月1日 - スルッとKANSAIとフェアライドシステムを導入。
- 2002年（平成14年）4月1日 - 北神急行電鉄から北神線の鉄道施設を譲り受け、同線の第三種鉄道事業者となる[17]。
- 2006年（平成18年）7月1日 - 山陽電鉄、神戸新交通と共にPiTaPaを導入（KOBE PiTaPaカードを共同で発行）。
- 2009年（平成21年）4月1日 - 神戸市が保有株式の一部を阪急阪神ホールディングス (HD) に売却し、HD子会社（阪急電鉄・阪神電気鉄道）保有分も含めて神戸高速鉄道は子会社と共にHD傘下の第三セクターになる。代表職が神戸市職員関係者から阪神電気鉄道出身の藤原崇起に交代。
- 2010年（平成22年）10月1日 - 阪急電鉄が新開地駅 - 西代駅間、山陽電鉄が神戸高速線全線の第二種鉄道事業を廃止[20]。同時に運営体制を変更し、神戸高速鉄道が担ってきた東西線の列車運行や駅舎、付随する施設の管理業務を第二種鉄道事業許可の区分に従って各社に移管。駅などで案内するPiTaPaのブランドをKOBE PiTaPaから阪急阪神グループのSTACIAに変更。
- 2011年（平成23年）4月1日 - 藤原崇起の阪神電気鉄道社長就任に伴い、代表職が同じく阪神出身の嶋井敬司に交代。
- 2015年（平成27年）7月 - 財務内容改善のため、資本金を20億円から1億円へ減資[21]。
- 2020年（令和2年）4月 - 代表職が阪神出身の久須勇介に交代。
- 2020年（令和2年）6月1日 - 北神急行電鉄が北神線の第二種鉄道事業を、神戸高速鉄道が同線の第三種鉄道事業を神戸市に譲渡し、北神線が神戸市交通局に移管される[15][16]。

## 路線

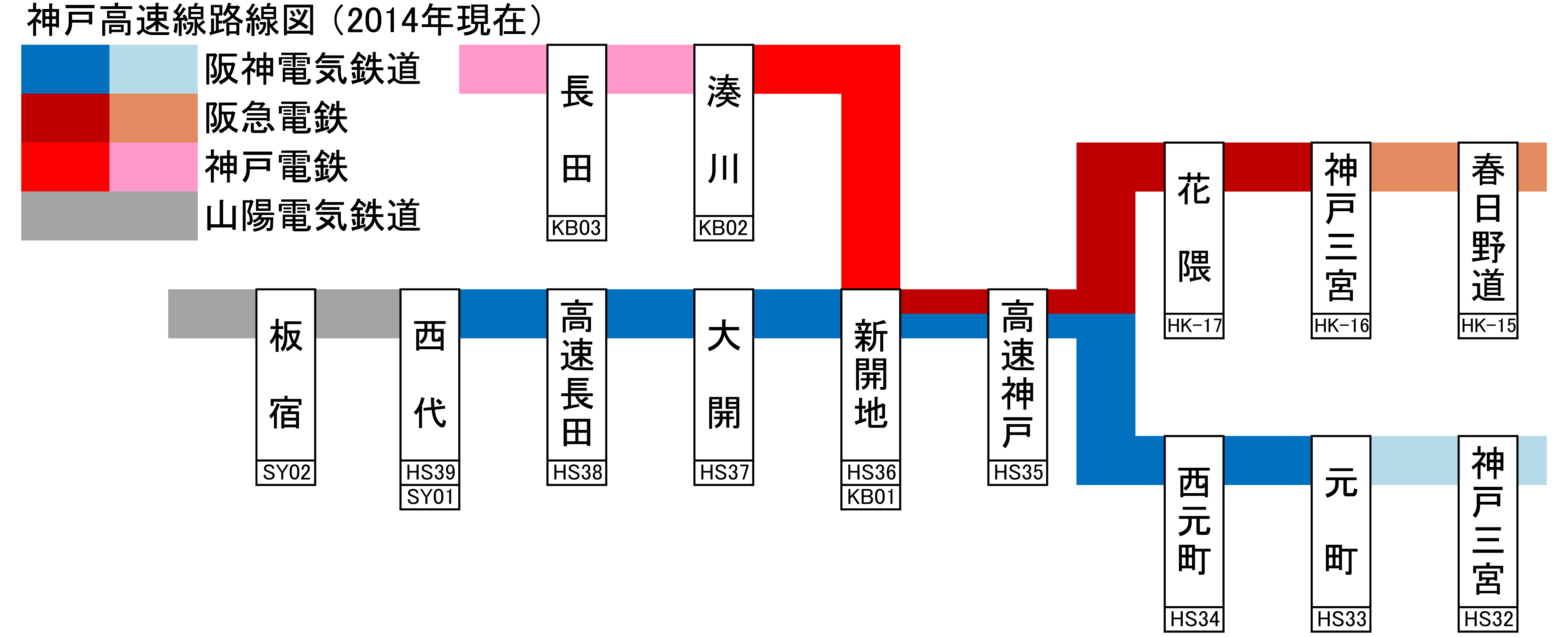
路線図
赤色・茶色・青色の区間が神戸高速線

- 東西線：西代駅 - 元町駅/神戸三宮駅間 7.2km
  - 阪神神戸高速線：西代駅 - 元町駅間 5.0km
  - 阪急神戸高速線：新開地駅 - 神戸三宮駅間 2.8km（新開地駅 - 高速神戸駅間の0.6kmは阪神神戸高速線と重複）
- 南北線：新開地駅 - 湊川駅間 0.4km
  - 神戸電鉄神戸高速線：新開地駅 - 湊川駅間 0.4km

### 廃止された第二種鉄道事業路線の区間
- 東西線：
  - 阪急神戸高速線：西代駅 - 新開地駅間 2.9km
  - 山陽電気鉄道神戸高速線：元町駅 - 西代駅間 5.0km、阪急神戸三宮駅 - 高速神戸駅間 2.2km

### 譲渡された第三種鉄道事業路線の区間
- 北神線：新神戸駅 - 谷上駅間 7.5km
  - 2002年4月1日から神戸高速鉄道が第三種鉄道事業者
  - 2020年6月1日に第三種鉄道事業を神戸市交通局に譲渡し、神戸市営地下鉄北神線となる。

## 施設を保有する駅
- 神戸高速線[22]
  - 花隈駅
  - 西元町駅
  - 高速神戸駅
  - 新開地駅
  - 大開駅
  - 高速長田駅

以下は駅設備の一部を保有している駅
- 山陽電気鉄道
  - 舞子公園駅
- 阪神電気鉄道
  - 岩屋駅
  - 春日野道駅
  - 尼崎駅
  - 武庫川駅
  - 神戸三宮駅
  - 甲子園駅
- 神戸電鉄
  - 湊川駅

## その他の事業
神戸高速鉄道の子会社が経営していた飲食店が3つあった。高速そばは神戸高速興業、喫茶ラピッドと喫茶モネは神戸高速サービスの経営であったが、2010年10月1日に駅売店とともに阪神ステーションネットに譲渡され、2014年4月1日に同社の駅ナカ事業を分割承継したエキ・リテール・サービス阪急阪神が運営に当たっていた。地下街のメトロこうべは神戸高速興業が運営していたが、2017年4月1日に神戸高速興業と神戸高速鉄道が合併したため神戸高速鉄道の直営となった。
- 高速そば：新開地駅南北線ホーム付近にあった立ち食い蕎麦屋（閉店）
2021年6月中旬から休業していたが7月になって6月30日に閉店した旨の張り紙がされていた。神戸高速鉄道の担当者によると運営元だった虎重山本食品興業から退店の申し出があり閉店に至ったとのこと[26]。
2022年4月19日より同場所に「神戸製麺所 新開地店」が入店している。
- 喫茶ラピッド：高速神戸駅東改札口脇にあった喫茶店（閉店）。
- 喫茶モネ：高速神戸駅西改札口前にあった喫茶店（閉店）。